# Taeko Kawata
Pour les articles homonymes, voir Kawata.
 (janvier 2021).
Si vous disposez d'ouvrages ou d'articles de référence ou si vous connaissez des sites web de qualité traitant du thème abordé ici, merci de compléter l'article en donnant les références utiles à sa vérifiabilité et en les liant à la section « Notes et références ».
Taeko Kawata (川田 妙子, Kawata Taeko), née le 20 mars 1965 à Tokyo, est une seiyū japonaise.

## Biographie
Elle travaille pour 81 Produce.

## Rôles
- Sonic X : Amy
- Sonic the Hedgehog : Amy (1998-aujourd'hui)